# Frente Sindical Obrero de Canarias
El Frente Sindical Obrero de Canarias (FSOC) es una organización sindical española de ámbito canario. 

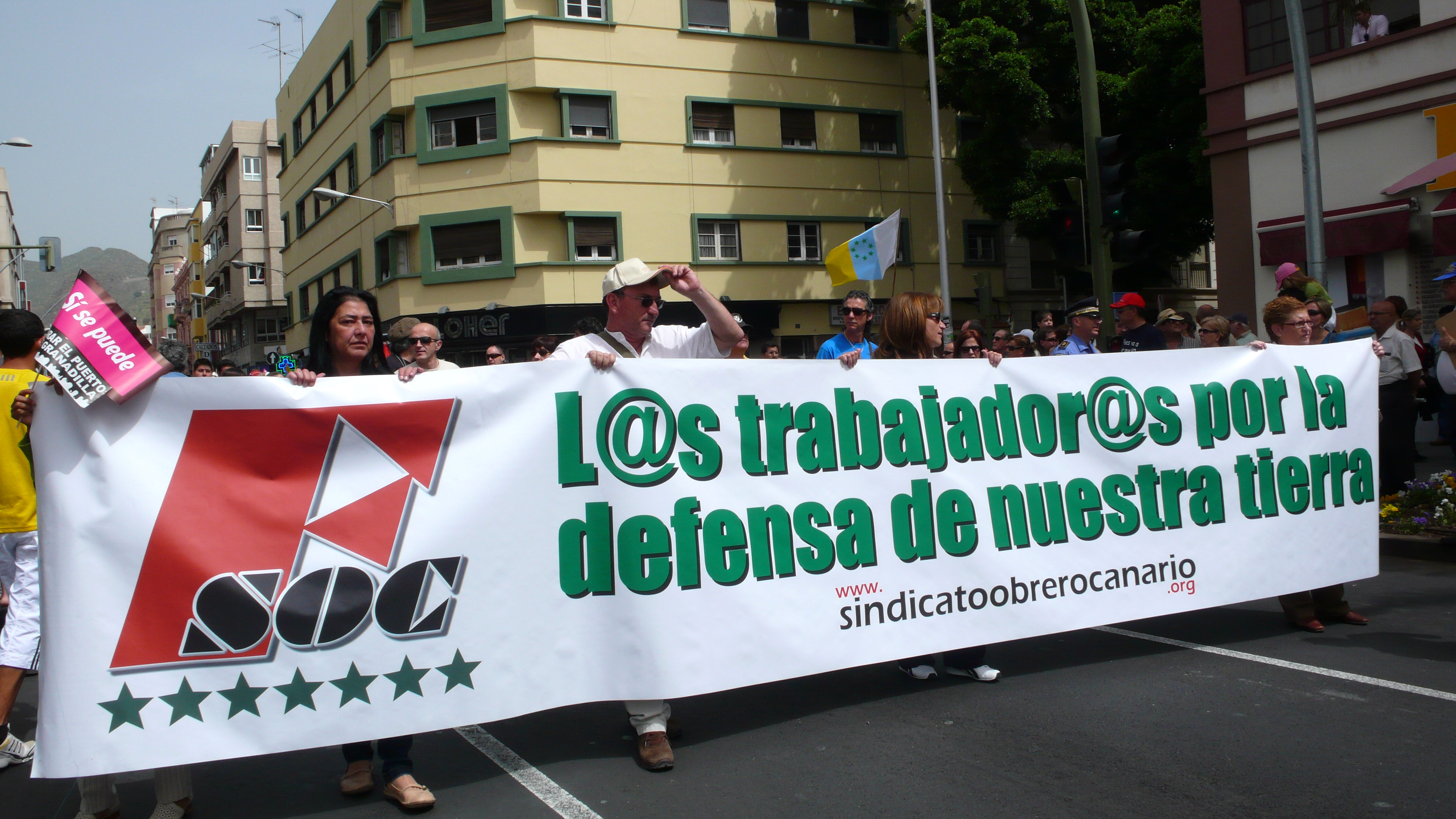
Manifestación del 14 de marzo de 2009 del Frente Sindical Obrero de Canarias

Según sus Estatutos, FSOC se define como un sindicato: canario y de clase que lucha por la defensa de los derechos de las trabajadoras y trabajadores y por la Autodeterminación y el Socialismo para Canarias. El sindicato se reivindica heredero de la tradición del histórico Sindicato Obrero Canario (SOC), legalizado en 1977 e integrado en Intersindical Canaria en 1993, organización con la que se desvincula un sector del antiguo SOC que se registra con las siglas FSOC.
Se integró en la Federación Sindical Mundial en 2006.
En 2015 el sindicato sufre una crisis interna que le lleva a dividirse en dos sectores; el de la isla de Gran Canaria, que mantiene la denominación de FSOC, y el de Tenerife, que varía su nombre a Alternativa Sindical Obrera Canaria.
En 2017 el FSOC organiza una huelga de basuras en la ciudad de Telde, que causó un impacto significativo en la vida del municipio grancanario.